# クイーン・ヴィクトリア・ビルディング (シドニー)
クイーン・ヴィクトリア・ビルディング(英語: Queen Victoria Building)は、オーストラリアのシドニーにある19世紀のロマネスク・リヴァイヴァル様式の建築物。

## 概要
シドニーのメインストリートであるジョージ・ストリート（w:George Street, Sydney）に面している。イギリスの建築家ジョージ・マクレイ（w:George McRae）がデザインし、1898年に完成した。イギリス王室所有の宝石のレプリカや、ジョン王が署名したマグナ・カルタが展示されている。ロイアル・クラークの音楽はジェレマイア・クラークによって作曲された。グレイト・オーストラリアン・クラークはクイーン・ヴィクトリア・ビルディングの中心的展示物で、アボリジニと白人の双方の視点から同国の歴史が33ものパノラマによって展示されている。以前はコンサートホールだったが、現在ではショッピングセンターになっている。